# Solanderkasse
En solanderkasse (solanderboks, solander-box) er en arkiv- eller grafikæske opfundet af den svenske botaniker Daniel Solander (1733-1782), da han arbejdede ved British Museum (1773-1782). Den benyttes i arkiv-og museumsverdenen især til opbevaring af bøger, dokumenter og grafiske værker.